# ウィリアム・オーペン

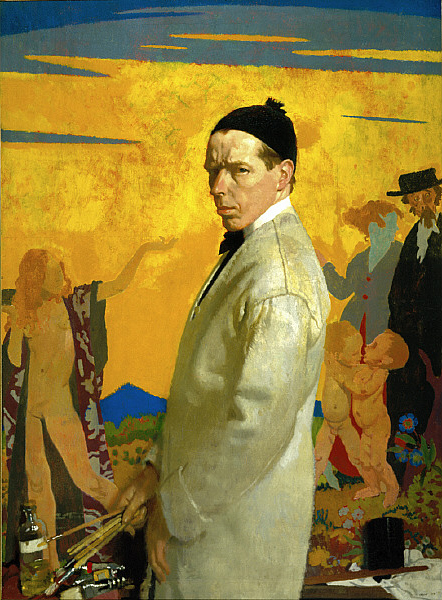
ウィリアム・オーペン(自画像)

ウィリアム・オーペン（Sir William Newenham Montague Orpen KBE RA、1878年11月27日 - 1931年9月29日）は、アイルランド生まれの、イギリスの画家である。イギリスのポスト印象派の代表的画家である。風景画に加えて、きわめて多くの肖像画を描いた。第一次世界大戦中は、国の依頼を受けて西部戦線に赴き、多くの戦争の場面を描いた。

## 略歴
アイルランド、ダブリン県のStillorganのプロテスタントの家で生まれた。父親は法律家であった。オーペンの美術の才能は幼い頃から知られ、11歳でダブリンの美術学校に入学した。17歳でロンドンに出て、ロンドン大学のスレード美術学校でヘンリー・トンクス（Henry Tonks）に学び、学生仲間のオーガスタス・ジョンと友人になった。1899年に『ハムレット』の舞台を描いた作品を出展して評価された。スレード美術学校を卒業するとすぐに「ニュー・イングリッシュ・アート・クラブ」の展覧会に出展を始めた。初期の作品の「鏡」は17世紀のオランダ画家のヘラルト・テル・ボルフやハブリエル・メツーの細部の正確さを想起させる。一方『A.ジョンの肖像』には、その時代、人気のあった肖像画家のジェームズ・マクニール・ホイッスラーやエドゥアール・マネの影響が見られる。
1901年に、結婚し、3人の娘を得ることになる。
- 自画像
- 『ハムレット』の場面
- 『鏡』
- 『A.ジョンの肖像』
- 妻の肖像画

1902年に、ロンドンのチェルシーにオーガスタス・ジョンと共同で、美術学校（teaching studio）をつくり、1914年まで教えた。またダブリンで学んだ美術学校（Metropolitan School of Art in Dublin）でも教えた。ジョン・シンガー・サージェントの推薦で、最も人気のある肖像画家になった。たとえば『セントジョージ婦人の肖像』などがこの時代の作品を代表している。一方で『真昼の渚』のような印象派のスタイルの絵も描いた。何度も故郷のアイルランドを訪れた成果の一つが民族衣装を着た『アランからの男』のような作品になった。アイルランドへの思いは『マネへのトリビュート』で、マネの作品の飾られた部屋で、ジョージ・ムーアやウォルター・シッカート、ヘンリー・トンクスなどアイルランド出身の芸術家を含む人物が描かれたいる。
- 『セントジョージ婦人の肖像』
- 『真昼の渚』
- 『アランからの男』
- 『マネへのトリビュート』

第一次世界大戦が始まると、オーペンは積極的に戦争協力した。ドイツ皇帝の戯画を発表し、赤十字に協力するために、何も描いてないキャンバスを売り、後に購入者の肖像画を描いた。
1916年にポール・ナッシュ、ミュアヘッド・ボーン、ウィンダム・ルイスらと戦争宣伝局の戦時芸術家プロジェクトに参加した。1917年にはフランスに渡り西部戦線の前線を訪れ、多くの戦争の場面を描いた。
- 『悪魔としてのヴィルムヘルム皇帝』
- イギリス兵
- 塹壕の中の死んだドイツ兵
- 『戦車』

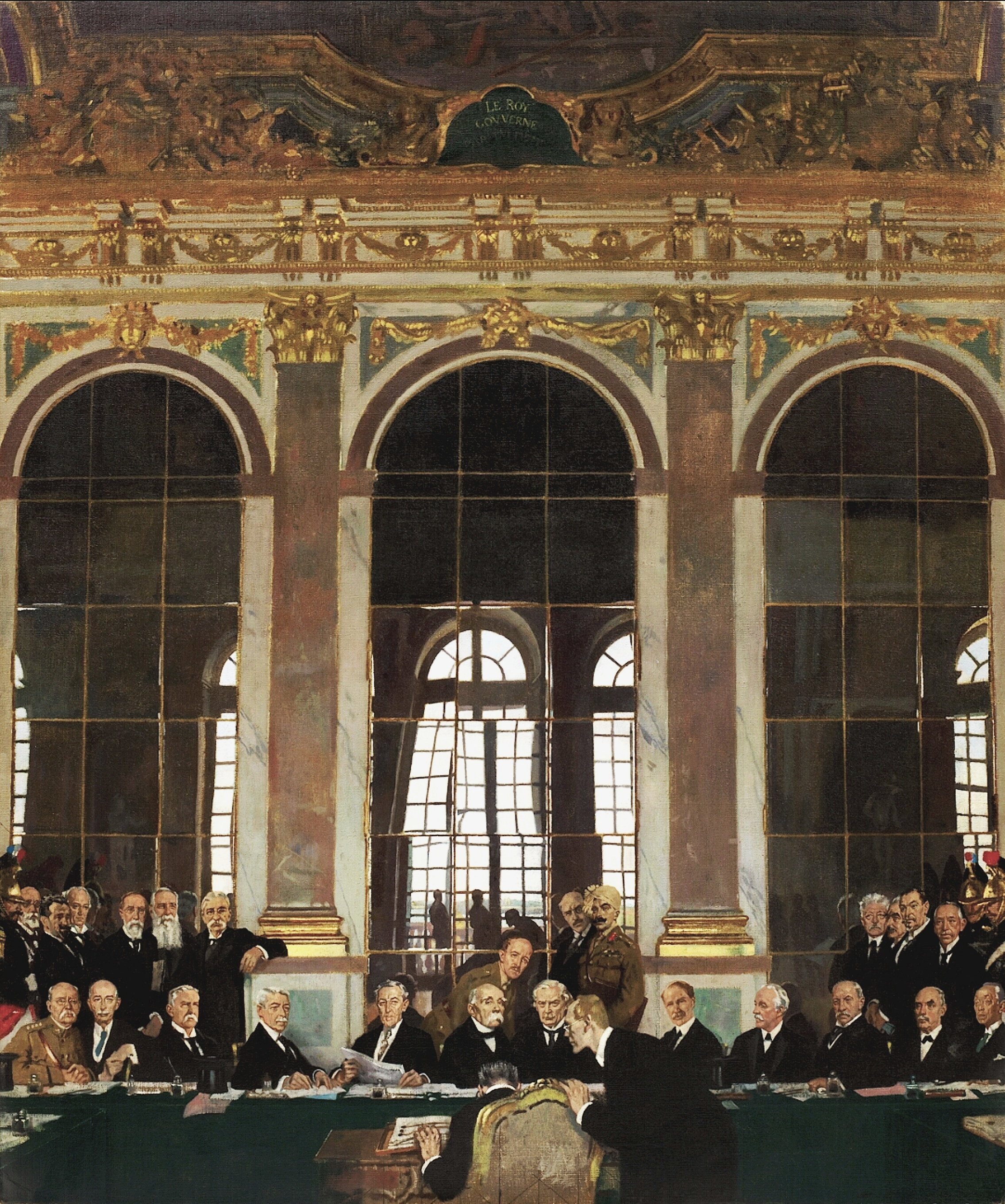
1919年6月28日、ベルサイユ宮殿、鏡の間での講和条約の調印

第一次世界大戦の戦争協力の成果によって、オーペンは1918年に大英帝国勲章（ナイト・コマンダー）を受勲した。翌年、ロイヤル・アカデミー・オブ・アーツの会員に選ばれた。1919年のパリ講和会議の間、イギリス政府はオーペンを公式肖像画家に任命した。オーペンの最も有名な作品のひとつ『1919年6月28日、ベルサイユ宮殿、鏡の間での講和条約の調印』（The Signing of Peace in the Hall of Mirrors, Versailles, 28 June 1919）はこれによって製作された。
同じく政府の依頼により描かれた『フランスでの無名のイギリス兵士のために』（To the unknown soldier in France）と題された絵画はイギリス国旗に包まれた棺がヴェルサイユ宮殿に置かれた構図であるが、初めの構図では棺に付き添う象徴的な2人の半裸の兵士が描かれていた。新聞によって半裸の兵士がいることがふさわしくないという非難の後、戦争大臣は修正が加えられなければ、美術館で受け入れないと声明し、オーペンは構図を改めて、棺だけの作品となった。
その後のオーペンの仕事は、その時代の重要な人物の肖像画の製作を行い、イギリスの首相デビッド・ロイド・ジョージやウィンストン・チャーチル、アメリカ大統領のウッドロー・ウィルソンなどの肖像画を製作した。1931年に没するまで600を超える肖像画を製作した。
- To the Unknown British Soldier...（最初の構図）
- To the Unknown British Soldier ...（最終図）
- ウッドロー・ウィルソン
- ロイド・ジョージ